# Alba Luz Arbeláez Álvarez
Alba Luz Arbeláez Álvarez (Puerto Berrío, Antioquia, 6 de abril de 1965) es una botánica, pteridóloga, y taxónoma colombiana. Ha trabajado extensamente con investigaciones en helechos de Sur y Centroamérica.
En 1982 comenzó estudios de biología; y desde 1992 en la Universidad de Antioquia, graduándose de la Licenciatura de grado de Ciencias, su tesis fue un examen de Pterideae colombianas. Durante sus estudios trabajó con la "Flora de Antioquia", y en el Herbario de la Universidad de Antioquia.
De 1988 a 1989, estudió en la Universidad de Aarhus, trabajando con el género Pteris de Ecuador. En 1994 se trasladó al Jardín Botánico de Nueva York, donde en 1995 obtuvo su maestría en el "Lehman College". En 1996 se publica en "Flora de Colombia", una monografía sobre Pterideae, después de haber trabajado en Pteridaceae ecuatorianas.
En 2008 trabajó en el "Proyecto de Helechos de Nicaragua", en el Jardín Botánico de Misuri, en paralelo trabajando en una monografía del género Meliosma del Neotrópico.
Regularmente describe nuevas especies, de helechos: Pteris, Notholaena, Lindsaea) y de angiospermas: Meliosma.

## Algunas publicaciones
- Arbeláez, al. An overview of the genus Pteris (Pteridaceae) in Ecuador. AAU Reports 25 : 13-14, 1990

- -----------. Flora de Colombia. La tribu Pterideae (Pteridaceae), Editor Univ. Nacional de Colombia. 18, 105 pp. 1996

- -----------. Two new species and new records for Pteris (Pteridaceae) from Colombia. Brittonia 47(2): 175-181, 1995

- -----------. Two New Species of Meliosma (Sabiaceae) from Bolivia. Novon: A Journal for Botanical Nomenclature 14 ( 1) : 12–16, 2004

- Yatskievych, g; al Arbeláez. A New Species And Three Generic Transfers In The Fern Genus Notholaena (Pteridaceae). Novon: A Journal for Botanical Nomenclature 18 ( 1 ): 120–124, 2008

- La abreviatura «Arbeláez» se emplea para indicar a Alba Luz Arbeláez Álvarez como autoridad en la descripción y clasificación científica de los vegetales.[1]